# Fano
Fano je italské město v oblasti Marche, třetí největší město oblasti a důležitý přístav Jaderského moře. Je proslulé svým karnevalem, nejstarším v Itálii. Žije zde přibližně 60 tisíc obyvatel.

## Vývoj počtu obyvatel
Počet obyvatel

## Osobnosti města
- Klement VIII. (1536–1605), papež
- Domenico Egidio Rossi (1659–1715), italský architekt a stavitel
- Antonio Giannettini (1648–1721), italský varhaník, dirigent a hudební skladatel

## Partnerská města
- Mladá Boleslav, Česko
- Rastatt, Německo
- Saint-Ouen-l'Aumône, Francie
- St Albans, Spojené království
- Stříbro, Česko